# Ashikaga Yoshitane
En aquest nom japonès, el cognom és Ashikaga.
Ashikaga Yoshihisa (足利 義稙, 9 de setembre del 1466 - 23 de maig del 1523) va ser el desè shogun del shogunat Ashikaga i va governar durant dos períodes entre el 1490 i el 1493, i posteriorment entre el 1508 i el 1521 al Japó. Va ser fill d'Ashikaga Yoshimi i net del sisè shogun Ashikaga Yoshinori.
Quan el novè shogun Ashikaga Yoshihisa va morir el 1489 per malaltia sense deixar cap descendent, va ser assignat Yoshitane com a shogun l'any següent, no obstant el 1493 Hosokawa Masamoto el va forçar a abdicar i va ser reemplaçat per Ashikaga Yoshizumi.
El 1508, després de la batalla de Funaokayama, Yoshitane va recuperar el títol de shogun però després el 1521 Hosokawa Takakuni va forçar a Yoshitane a exiliar-se a l'illa Awaji, i seria reemplaçat per Ashikaga Yoshiharu.